# Thibaud Verlinden
Thibaud Christa Philippe Verlinden (Brugge, 9 juli 1999) is een Belgisch voetballer die sinds 2025 onder contract staat bij Oud-Heverlee Leuven. De flankaanvaller is de zoon van voormalig doelman Dany Verlinden.

## Spelerscarrière

### Jeugd
Verlinden ruilde de jeugdopleiding van Club Brugge, waar zijn vader Dany jarenlang als doelman speelde, in 2011 voor die van Standard Luik. Op zijn vijftiende kon hij rekenen op buitenlandse interesse van onder andere Liverpool FC, Chelsea FC, Everton FC en RB Leipzig. Verlinden koos uiteindelijk voor Stoke City FC. Verlinden was dat jaar een van de vele jongeren die de jeugdopleiding van Standard verlieten, naast onder andere Zinho Vanheusden, Adrien Bongiovanni en Loïs Openda. Standard wilde een opleidingsvergoeding van 300.000 euro ontvangen voor Verlinden, maar moest zich uiteindelijk tevreden stellen met 40.000 euro.

### Stoke City
Na een jaar bij de jeugd van Stoke City kon Verlinden rekenen op de interesse van PSV en Leicester City. Stoke City liet hem echter niet vertrekken. Op 21 september 2016 zat hij voor de League Cup-wedstrijd tegen Hull City voor het eerst bij de wedstrijdselectie van het eerste elftal. Een dikke maand later, op 5 november 2016, mocht Verlinden tegen West Ham United voor het eerst op de bank tijdens een Premier League-wedstrijd. Een rugblessure kort daarop verhinderde echter zijn debuut.
In juli 2017 ondertekende hij er een nieuw vijfjarig contract. Een maand later, op 23 augustus 2017, maakte Verlinden zijn officiële debuut in het eerste elftal van Stoke City: in de League Cup-wedstrijd tegen Rochdale AFC mocht hij van trainer Mark Hughes in de 70e minuut invallen voor Erik Pieters.
Toen verdere kansen in het eerste uitbleven, werd Verlinden in januari 2018 uitgeleend aan de Duitse tweedeklasser FC St. Pauli, waarmee Stoke City op dat moment een samenwerkingsverband had. Hij speelde er uiteindelijk geen enkele officiële wedstrijd. In het seizoen daarop maakte hij zijn competitiedebuut voor Stoke City, dat inmiddels naar de Championship was gedegradeerd.
In september 2019 volgde een tweede uitleenbeurt, ditmaal aan de Engelse derdeklasser Bolton Wanderers. Verlinden deed het er goed – in vijftien competitiewedstrijden scoorde hij drie keer en gaf hij drie assists –, waardoor Stoke hem al na een half seizoen terugriep. Een maand later liep Verlinden echter een kruisbandletsel op dat hem tien maanden aan de kant zou houden.

### Fortuna Sittard
Op 22 januari 2021 trok hij na vijfenhalf jaar definitief de deur achter zich dicht bij Stoke City door een contract van anderhalf jaar met optie te ondertekenen bij Fortuna Sittard.

### DAC 1904 Dunajska Streda
Bij Fortuna Sittard kwam Verlinden amper aan spelen toe. In september 2021 vertrok hij naar DAC Dunajska Streda dat op het hoogste niveau speelt in Slowakije. Hij tekende er een contract voor een jaar. Na 15 wedstrijden gespeeld te hebben in de competitie verliet hij de club transfervij.

### Beerschot VA
In de voorbereiding van het seizoen 2022/23 tekende Verlinden een contract voor twee seizoenen met de optie op nog één extra seizoen bij Beerschot Voetbalclub Antwerpen, dat net gedegradeerd was uit de hoogste Belgische divisie. Het is de eerste keer dat Verlinden actief was bij het eerste elftal van een Belgische club. In zijn eerste seizoen speelde hij 33 wedstrijden, waarin hij zes doelpunten scoorde en zeven assists gaf. Het seizoen daarop was hij met vijf doelpunten en tien assists de meest bepalende speler voor Beerschot, dat promoveerde naar de Eerste klasse A. De aanvaller werd verkozen als beste speler van de Challenger Pro League. In het seizoen 2024/25 was Verlinden als kapitein een lichtpunt bij een anders zwak Beerschot.

### OH Leuven
In het voorjaar van 2025 verruilde Verlinden Beerschot voor OH Leuven. Op 8 februari maakte hij tegen Club Brugge een debuut in mineur door een rode kaart te grijpen na een zware tackle.

## Clubstatistieken
| Seizoen                       | Club               | Land               | Competitie      | Competitie | Competitie | Beker | Beker | Europees | Europees | Totaal | Totaal |
| Seizoen                       | Club               | Land               | Competitie      | Wed.       | Dlp.       | Wed.  | Dlp.  | Wed.     | Dlp.     | Wed.   | Dlp.   |
| ----------------------------- | ------------------ | ------------------ | --------------- | ---------- | ---------- | ----- | ----- | -------- | -------- | ------ | ------ |
| 2016/17                       | Stoke City         | Vlag van Engeland  | Premier League  | 0          | 0          | 0     | 0     | —        | —        | 0      | 0      |
| 2017/18                       | Stoke City         | Vlag van Engeland  | Premier League  | 0          | 0          | 1     | 0     | —        | —        | 1      | 0      |
| 2017/18                       | → FC St. Pauli     | Vlag van Duitsland | 2. Bundesliga   | 0          | 0          | 0     | 0     | —        | —        | 0      | 0      |
| 2018/19                       | Stoke City         | Vlag van Engeland  | Championship    | 5          | 0          | 0     | 0     | —        | —        | 5      | 0      |
| 2019/20                       | Stoke City         | Vlag van Engeland  | Championship    | 5          | 0          | 1     | 0     | —        | —        | 6      | 0      |
| 2019/20                       | → Bolton Wanderers | Vlag van Engeland  | League One      | 15         | 3          | 2     | 0     | —        | —        | 17     | 3      |
| 2020/21                       | Stoke City         | Vlag van Engeland  | Championship    | 1          | 0          | 0     | 0     | —        | —        | 1      | 0      |
| 2020/21                       | Fortuna Sittard    | Vlag van Nederland | Eredivisie      | 5          | 0          | 0     | 0     | —        | —        | 5      | 0      |
| 2021/22                       | Fortuna Sittard    | Vlag van Nederland | Eredivisie      | 1          | 0          | 0     | 0     | —        | —        | 1      | 0      |
| 2021/22                       | DAC Streda         | Vlag van Slowakije | Fortuna Liga    | 16         | 1          | 0     | 0     | —        | —        | 16     | 1      |
| 2022/23                       | Beerschot VA       | Vlag van België    | Eerste klasse B | 31         | 5          | 2     | 1     | —        | —        | 33     | 6      |
| 2023/24                       | Beerschot VA       | Vlag van België    | Eerste klasse B | 28         | 5          | 2     | 0     | —        | —        | 30     | 5      |
| 2024/25                       | Beerschot VA       | Vlag van België    | Eerste klasse A | 9          | 0          | 0     | 0     | —        | —        | 9      | 0      |
| Carrière totaal               | Carrière totaal    | Carrière totaal    | Carrière totaal | 116        | 14         | 8     | 1     | 0        | 0        | 124    | 15     |
| Bijgewerkt op 6 januari 2023. |                    |                    |                 |            |            |       |       |          |          |        |        |

## Erelijst
| Eerste Klasse B | 1x | 2023/24 |